# Grad Vogrsko
Grad Vogrsko  (nemško Ungerspach) (tudi Hungerspach) stoji vrh položne vzpetine v bližini farne cerkve sv. Justa v naselju Vogrsko pri Volčji Dragi v Vipavski dolini. 
Grad in naselje je v srednjeveških pisnih virih imenovan kot Ungerspach, in po njem je dobila ime tudi južnotirolska plemiška rodbina, ki se je tu ustalila kot ministeriali Goriških grofov. 

## Izvor imena
Ime kraja naj bi izviralo iz 10. stoletja, ko naj bi na tem mestu imeli Ogri svoj tabor, od koder so napadali in ropali po Furlaniji. Tako naj bi bil pomen v nemškem jeziku »Ogrska vrata«. 

## Zgodovina
Prvič se grad Vogrsko skupaj z naseljem izrecno omenja leta 1279 kot »Castrum Ungerspach«. Vendar je zagotovo na tem mestu obstajal grad ali vsaj dvor že konec 12. stoletja.  Leta 1180 je omenjen vitez Albert de Ungerspach. Nato je leta 1202 plemič, vitez Konrad Vogrski, kot ministerial spremljal svojega gospoda Goriškega grofa Majnharda II. ter naveden kot priča v Mirovnem sporazumu med Oglejskim Patriarhom Pelegrinom II. in Goriškim grofom v kraju Krmin.  V tem času je rodbina Vogrskih (Ungerspach) že gospodarila posesti na Vogrskem in bila med vodilnimi ministeriali Goriških grofov v Furlaniji. Leta 1277 ko so Goriški formalno prejeli v last in fevd oglejski grad in gospoščino Krmin, so Goriški to posest takoj predali v sekundarni fevd rodbini Vogrskih. Tako je središče delovanja vitezov Vogrskih poleg Vogrskega za 220 let postal Krmin, kjer so bili kastelani.
Grad Vogrsko so leta 1309 oplenili in požgali vojaki oglejskega patriarha, leta 1508 pa so ga za krajši čas zasedli Benečani v vojni s Habsburžani. Leta 1511 je s Simonom Vogrskim po moški liniji izumrla veja te plemiške rodbine. Leta 1500 je bil Simon Vogrski (Ungerspach)  tržaški in devinski glavar. Simon Vogrski je bil zaupnik cesarja Maksimilijana I., ki ga je leta 1508 imenoval za upravnika Habsburških posesti na Goriškem. Vogrski plemiči so imeli od Habsburžanov v zakupu Kanalsko gospostvo. Posest Vogrskih je prišla potom dedovanja v last rodbine Egkhov – priženil ga je Henrik pl. Egkh. Ti so svojemu priimku dodali še pridevnik »de Ungerspach«.  Tudi ta rodbina je imela pomemben vpliv na Goriškem, še posebej je bil priznan Jurij Egkh-Ungerspach. Gotovo je bil dober gospodarstvenik in tako imel v lasti precejšen del rudnika živega srebra v Idriji, bil dvorni zakladnik cesarja Maksimilijana I. In tudi njegov svetovalec. Na Brdu pri Kranju je dal po letu 1510 zgraditi dvorec Brdo, s katerim je na Kranjsko uvedel renesančno grajsko arhitekturo.
Rodbina Egkh-Hungerspach se je v 16. stoletju močno angažirala v protestantskem verskem gibanju. Zato so morali zapustiti Kranjsko in Goriško. Ob koncu 16. stoletja so grad Vogrsko in posestvo prodali rodbini Heys von Khuenburg. S poroko Doroteje Heys von Kienburg de Ungrispach s Petrom Strassoldo – Villanova sta renški in vogrski fevd prešla v posest rodbine Strassoldo. 
Baroni Edling so postali gospodarji Vogrskega ob koncu 17. stoletja. Grofje Edlingi so grad leta 1710 grad prezidali in ga spremenili v udobno rezidenco. Grad je ostal v njihovi družinski lasti do prve četrtine 19. stoletja.  Kupili so ga baroni Tacco, ki pa so konec 19. stoletja začeli grajska zemljišča razprodajati okoliškim kmetom. Grajsko zgradbo je leta 1908 kupil Okrajni šolski svet v Gorici in od takrat se stavba uporablja za namene šole. Med prvo svetovno vojno so v gradu nekaj časa prebivali avstrijski vojaki, in zato so jo Italijani z obstreljevanjem dokaj uničili. Del grajskega poslopja, ki ni bil v uporabi je propadal in so ga podrli. Od konca prve svetovne vojne do danes je v predelanem palaciju osnovna šola.

## Gradbeni kompleks
Grad je sestavljalo osrednje grajsko poslopje, gospodarska poslopja na vzhodni strani, veliko obzidano zunanje dvorišče na južni strani in nekoč parterno urejen baročni grajski vrt na severni strani. Danes je ohranjen le del osrednjega grajskega prostora, kjer je šola, in areal grajskega vrta. 